# Graham Smith (Schwimmer)
Donald Graham Smith (* 9. Mai 1958 in Edmonton, Alberta) ist ein ehemaliger kanadischer Schwimmer und einer der erfolgreichsten Schwimmer dieses Landes. Im Jahr 1976 gewann er bei den Olympischen Spielen in Montreal mit der Staffel über 4 × 100 Meter die Silbermedaille und stieß in die Weltspitze vor. Ein Jahr darauf konnte er sich bei der Sommer-Universiade im bulgarischen Sofia beide Siege im Brustschwimmen sichern.
Smiths erfolgreichste Karrieremomente entfallen zweifellos auf den August 1978. Zunächst trat er in seiner Heimatstadt Edmonton bei den Commonwealth Games an und vermochte dort sechs Goldmedaillen zu erringen. Er war der erste Athlet überhaupt, dem dies gelang. Nur wenige Tage später kürte er sich in West-Berlin während der Schwimmweltmeisterschaften zum Weltmeister über 200 Meter Lagen und erreichte über 100 Meter Brust den zweiten Platz.
Im Jahr 1986 nahm man Donald Graham Smith, der an der University of California in Berkeley eingeschrieben war und auch zahlreiche nationale Meisterschaften gewann, in die in Toronto befindliche Canada’s Sports Hall of Fame auf. Sein Bruder Georg (* 1949) schwamm ebenfalls.

## Internationale Rekorde
Smith hielt in den 1970er Jahren zwei Mal den Weltrekord über die 200 Meter Lagen. Die erste Bestmarke stellte er in Kansas City und die zweite in The Woodlands auf.
- 23. August 1975 – 4. August 1977: 2:05,31 min
- 2. August 1978 – 24. August 1978: 2:03,56 min

## Auszeichnungen
- 1978: Lou Marsh Trophy